# Мон-сюр-Мёрт
Мон-сюр-Мёрт (фр. Mont-sur-Meurthe) — коммуна во французском департаменте Мёрт и Мозель региона Лотарингия. Относится к  кантону Жербевиллер.	

## География
Мон-сюр-Мёрт расположен в 25 км к юго-востоку от Нанси. Соседние коммуны:  Люневиль на северо-востоке, Реенвиллер на востоке, Ксермамениль на юге, Бленвиль-сюр-л'О и Дамлевьер на западе.

## История
- Поселение ведёт свою историю с галло-романского периода, когда здесь существовала усадьба «Montano», построенная римлянами на дороге, ведущей на гору Ксермамениль. В 1911 году на территории коммуны были найдены обломки керамики, фрагменты ваз и монеты, датируемые 110-192 годами н.э..
- За свою историю коммуна поменяла множество названий: Montis (1114), Monz (1120), Mons (1315), Montes (1402), Mon (1481), Monts (1789).
- Мон-сюр-Мёрт был полностью разрушен в 1675 году. Однако, это было сделано не шведами, как это случилось со многими другими лотарингскими городами во время Тридцатилетней войны (1618—1648), а французами. Во время войны за освобождение Голландии от Испанского владычества Лотарингское герцогство входило в состав Священной Римской империи и выступало на стороне Испании, тогда как Франция с целью не допустить усиления Испании была на стороне Голландии. В результате Мон-сюр-Мёрт пал жертвой тогдашней политики короля Франции.
- В 1712 году в деревне оставалось лишь два хозяйства, но постепенно к 1768 году Мон-сюр-Мёрт был вновь заселён.
- Мон-сюр-Мёрт пострадал во время Первой мировой войны, в частности из-за наличия стратегического моста через Мёрт.
- В меньшей степени коммуна пострадала и во время Второй мировой войны, опять же из-за моста через Мёрт.

## Демография
Население коммуны на 2010 год составляло 1119 человек.
| 1962 | 1968 | 1975 | 1982 | 1990 | 1999 | 2010 |
| ---- | ---- | ---- | ---- | ---- | ---- | ---- |
| 512  | 523  | 610  | 1021 | 976  | 946  | 1119 |